# Шахрух-бій
Шахрух-бій (1680–1722) — перший правитель з узбецької династії мінгів в Кокандському ханстві, який правив з 1709 року. Відомий як Шахрух-бій II.

## Життєпис
Онук Шахрух-бія I, бека Хуррам-Серая та очільника племені мінг. Син Ашур-бія. Від бухарського хана Абу'л-Фаїза отримав посаду аталика (військового керівника) Коканду. Чисельна перевага племені мінгів перед іншими узбецькими племенами, дозволило їм отримати перемогу в боротьбі за владу в регіоні. Шахрух-бія було обрано лідером, оскільки він володів військовим талантом та був надзвичайно сильним фізично.
Столицею нової держави тимчасово було обрано Тепакурган. Місто було розширене, збудовано нові квартали, а також ринок та фортецю. Шахруху вдалося розповсюдити свою владу на Коканд, Ісфару, Чадак, Чуст і Наманган.
Шахрух-бій був вбитий в 1722 році в результаті розбрату між окремими групами емірів, але владу зумів перебрати його старший син Абдурахим-бій.